# Tomb Raider (joc video din 1996)
Tomb Raider (cunoscut uneori și ca Tomb Raider - The Atlantean Scion, în traducere Tomb Raider - Scion-ul Atlantidei) este primul joc video din celebra serie de jocuri Tomb Raider creat de către firma Core Design promovat, publicat și distibuit de Eidos Interactive. A fost lansat în 1996 pentru PC, PlayStation și Sega Saturn. Tomb Raider urmărește aventurile Larei Croft, o femeie de origine britanică de profesie arheolog ce este în căutarea unor comori antice în stilul lui Indiana Jones. Jocul a fost apreciat de critici și fani, înregistrând vânzări record având multe continuări și o franciză puternică în media.
Aventuriera Lara Croft a fost angajata sa găsească bucățile unui artefact străvechi cunoscut sub numele de Scion, un talisman cu puteri incredibile ce provine din mormântul Qualopec din Peru. Conform legendei, artefactul îi dă posesorului puteri fabuloase. El este format din trei piese distincte care se aflau în posesia celor trei conducători mitici ai Atlantidei - Qualopec, Tihuacan și Natla. În joc, Lara Croft trebuie să o împiedice pe Natla să intre în posesia artefactului și să reînvie vechile puteri diabolice ale Antlantidei.

## Acțiunea
Lara, proaspăt întoarsă din munții Himalaya dintr-o excursie de vânătoare, este contactata de Jacqueline Natla, o femeie de afaceri, care o convinge pe Lara sa recupereze acest artefact misterios.
Fără să piardă timpul, Lara pleaca în misiune ca să găsească cele 3 părți din Scion. Dupa descoperirea fragmentelor, lucrurile încep să se înrăutațească, Lara se găsește nevoita să îi înfrunte pe mercenarii lui Natla. Folosindu-si înțelepciunea si viclenia Lara reușește să scape.
Dorind să afle motivul Natlei de a o împiedica să termine aceasta misiune, ea descoperă misterul legat de trecutul îndepărtat al civilizației Atlantidei, respectiv modul prin care aceasta a dispărut.
Lara va vizita:
- Vilcabamba: O civilizație foarte înfloritoare din pădurile tropicale ale Americii de Sud. Lara trebuie ghidata prin orașul pierdut Inca unde se lupta cu lupi, lilieci, urși, etc.
- un Labirint: epoca de aur a Greciei si mai târziu Roma. În timp ce explorează ruinele acestor vechi civilizații Lara se luptă cu lei, aligatori sau maimuțe nebune.
- Egipt: Unde a înflorit civilizația permanent dominată de piramide. În timp ce te lupți cu pume, crocodili și alte creaturi trebuie să explorezi piramide distruse si un sfinx ascuns.
- Atlantida: Piramida Atlantidei unde este dezvăluit misterul jocului.
- De asemenea putem vizita casa Larei pe post de nivel de antrenament cu un teren de antrenament și un labirint, acest lucru fiind posibil doar în Tomb Raider 1, 2 si 3. Fanii și-au exprimat dorința de a avea un astfel de nivel și în versiunea ce va fi lansată în aprilie 2006.

## Personaje

### Qualopec
Qualopec, personaj fictiv din joc, este unul din cei trei conducători legendari ai Atlantidei. Mormântul său se află în Peru, într-o vale plină de dinozauri, lângă orașul Vilcabamba. El posedă una din cele trei piese ale artefactului Scion.